# Ford Racing 1
El Ford Racing és un videojoc sobre la marca Ford creat per l'editora de videojocs Empire Interactive. Aquest és el primer de la saga Ford Racing en el qual, la primera versió només estava disponible per a PlayStation. Va tenir les continuacions Ford Racing 2 i Ford Racing 3.

## Jugabilitat
La versió de PC de Ford Racing té 12 diferents vehicles Ford i 10 pistes de carreres, mentre la versió de PlayStation té 11 vehicles i vuit pistes. Cap de les pistes està basada en ubicacions reals. El jugador comença el joc amb un Ford Ka, mentre altres vehicles són desbloquejats quan el jugador progressa mitjançant el joc. Dos models existeixen per cada vehicle pels anys de 1997 al 2000, per un total de vuit diferents versions de cada vehicle.
En el mode de carrera del joc, el jugador ha de guanyar carreres per rebre recompensa de diners, que pogués després ser usat per a millores de vehicles. Després d'una carrera, el jugador pot triar veure una repetició, que pot ser vista des de diferents angles de càmera. La versió de PlayStation inclou una opció multijugador, que està absent en la versió de PC.

## Rebuda
A Metacritic la versió de PlayStation té una puntuació de 53, mentre que la versió per a PC té una puntuació de 51, que indiquen "comentaris mitjans." Diversos crítics van criticar mal concebuts conductors IA del joc per empènyer el vehicle del jugador fora de la carretera.
David Zdyrko d'IGN Entertainment va revisar la versió de PlayStation i va criticar els seus gràfics i efectes de so i música estàndard, així com els dissenys de les pistes. Zdyrko va destacar que els vehicles semblaven als seus homòlegs de la vida real, però que "ni tan sols s'apropen" als dissenys de vehicles que s'ofereixen a la saga de Gran Turismo. Shahed Ahmed de GameSpot va revisar la versió de PlayStation i va criticar també els seus gràfics. Ahmed també es va queixar que només vehicles "avorrits i lents" estan disponibles al començament del joc, mentre que els vehicles més ràpids i les "pistes guais" han de ser desbloquejades. Ahmed va escriure: "Tot i la forta mecànica de control i un avançat motor de física, el joc té molts defectes que no el converteixen en un producte realment atractiu". No obstant això, va escriure que els fanàtics dels vehicles de Ford "podrien trobar algun valor de novetat a Ford Racing pel seu preu."
Laurie Emerson de GameZone va elogiar tots els aspectes de la versió de PlayStation i va escriure que el joc és "Un guanyador en tots els sentits!" Rita Courtney de GameZone va elogiar la versió per a PC per la seva jugabilitat i gràfics, però va escriure que les instruccions addicionals haurien estat útils, afirmant que "són una mica escasses per a aquells que no coneixen els jocs de carreres. També fa falta una targeta acceleradora 3D, que pot ser un problema per a molta gent que té sistemes més antics, a part d'això, és un bon joc de carreres." Dave Woods de PC Zone va criticar els controls, els gràfics i la manca de multijugador del joc i va concloure: "Esperàvem un recorregut bastant bo amb Ford, però hem estat cruelment decebuts."
Scott Moore de Sports Gaming Network va felicitar els gràfics i la varietat de vehicles, però va criticar la manca de visualització del cotxe durant la conducció, que el va qualificar de "desavantatge més important". Moore també va criticar la música i els efectes de so i es va queixar que cada vehicle es manejava de la mateixa manera. Moore va concloure que "Ford Racing" "és una bona idea que va sortir malament." Clayton Crooks d'AllGame va revisar la versió per a PC i va escriure: "Desgraciadament, els gràfics poden ser l'únic punt fort del joc, ja que la jugabilitat deixa molt a desitjar. Es va suposar que Ford Racing era realista en la física i el maneig del cotxe, però el joc falla terriblement en aquest sentit". Crooks també considera que la música és repetitiva i mundana.